# Isabell Herlovsen
Isabell Lehn Herlovsen, född 23 juni 1988, i Mönchengladbach, Västtyskland, är en norsk före detta fotbollsspelare. Hon är dotter till den tidigare landslagsspelaren Kai Erik Herlovsen.
Herlovsen debuterade i landslaget som 16-åring, och bidrog till att Norge tog sig till EM-final 2005. 